# ريم محمد
ريم محمد (مواليد 1 أكتوبر 1995) هي سباحة مصرية، مثّلت مصر في أولمبياد ريو دي جانيرو 2016 وحلت في المركز الخامس والعشرين في الترتيب النهائي ضمن منافسات السباحة الماراثونية 10 كيلومتر.